# Marinomonas pontica
Marinomonas pontica ist eine Bakterienart. Der Fundort der Erstbeschreibung lag im Schwarzen Meer, das Bakterium toleriert hohen Salzgehalt, es ist „salzliebend“ (halophil).

## Merkmale
Die Kolonien sind leicht cremefarben, kreisförmig, glatt und konvex mit geschlossenen Rand. M. pontica ist begeißelt. Neben polarer tritt auch subpolare, also etwas seitlich und nah an den Polen gelegene Begeißelung auf. Die Zellen sind stäbchenförmig und erreichen Längen zwischen 0,8 und 1,6 μm, die Breite kann zwischen 0,4 und 0,6 μm liegen.

## Stoffwechsel und Wachstum
M. pontica benötigt Sauerstoff, es ist aerob. Der Stoffwechselweg bei der Gattung Marinomonas ist die Atmung mit Sauerstoff als dem finalen Elektronenakzeptor. Es werden Temperaturen zwischen 4 und 33 °C toleriert.  Das Optimum liegt bei 20–25 °C. M. pontica ist halophil, es toleriert recht hohe Salzgehalte (Natriumchlorid) und zeigt Wachstum bei Werten von 0,5–10 % NaCl. Dies passt gut zu den Fundort (das Schwarze Meer).
Der pH-Wert für das Wachstum reicht von 6,0 bis 10,0. Das Optimum liegt zwischen pH 7,5 und 8,5. Der Oxidase- und Katalase-Test verläuft positiv. Eine Reduzierung von Nitrat zu  Nitrit findet nicht statt. Das Enzym Chitinase ist nicht vorhanden, Chitin wird nicht genutzt. Weitere nicht vorhandene Enzyme sind Amylase, Gelatinase und Lipase.
M. pontica kann eine Vielfalt von organischen Verbindungen, wie verschiedene Zucker, Zuckeralkohole oder Aminosäuren als Energiequelle nutzen. Hierzu zählen u. a. D-Glucose, Saccharose, Cellobiose, Maltose, D-Ribose, L-Rhamnose, D-Alanin und L-Alanin, Succinat und einige mehr. Nicht genutzt werden z. B. D-Xylose, L-Arabinose und D-Arabinose, D-Mannose und D-Sorbitol.

## Taxonomische Merkmale
Bei Marinomonas pontica sind Phosphatidylethanolamin und Phosphatidylglycerin vorherrschenden Phospholipide. Die wichtigsten zellulären Fettsäuren sind cis-Hexadecensäure (16:1ω7), cis-Octadecensäure (18:1ω7) und Hexadecansäure (16:0).

## Ökologie
Marinomonas pontica ist marin. Der Fundort lag im Schwarzen Meer an dem Naturreservat Karadag Natural Reserve. Das Wasser wurde von einer Tiefe zwischen 1 und 3 m entnommen.
Auf dem Fundort beruht auch der Artname, das lateinische Adjektiv pontica bedeutet so viel wie auf das Schwarze Meer bezogen.

## Systematik
Marinomonas pontica wurde 2005 zuerst beschrieben. Die Gattung Marinomonas zählt zu der Familie Oceanospirillaceae, die den Gammaproteobacteria zugeordnet ist. Die Typusart der Gattung ist Marinomonas communis, sie wurde im Jahr 1972 zuerst beschrieben, zu diesem Zeitpunkt noch der Gattung Alteromonas als A. communis zugeordnet. Zwischenzeitlich wurde die Gattung aufgrund von Untersuchungen der von den Bakterien gebildeten eisenhaltigen Enzymen Superoxiddismutase und Glutaminsynthetase der Gattung Oceanospirillum neu zugeordnet. Weitere Untersuchungen führten im Jahr 1983 zur Neuaufstellung der Gattung Marinomonas. Im Februar 2022 enthielt die Gattung über 30 Arten.